# Ficksches Prinzip
Das Ficksche Prinzip beschreibt die von Adolf Fick entwickelte klassische Methode der Physiologie, das Herzminutenvolumen zu ermitteln. Der Begriff ist nicht identisch mit den (ebenfalls von Adolf Fick formulierten) Fickschen Diffusionsgesetzen (Ficksche Gesetze). Das Verfahren beruht auf dem Prinzip der Indikatorverdünnungsmethode:
Der Fluss eines von einem Organ aufgenommenen oder von ihm abgegebenen Indikators entspricht der Differenz der Indikatorkonzentrationen im Zuflusstrakt und im Ausflusstrakt. Der hier verwendete Indikator ist Sauerstoff. Es ergibt sich die Formel:
{\displaystyle HMV={\frac {{\dot {V}}_{O_{2}}}{avD_{O_{2}}}}[l/min]}
wobei HMV das Herzminutenvolumen, {\displaystyle {\dot {V}}_{O_{2}}} die aufgenommene Sauerstoffmenge pro Zeit und avDO2 die arteriovenöse Sauerstoffdifferenz ist. Es ergibt sich daher die Notwendigkeit, die Atemgase zu messen und eine Bestimmung der Sauerstoffkonzentrationen im arterialisierten und gemischt-venösen Blut vorzunehmen.

## Herleitung
Zur Bestimmung des Herzminutenvolumens benötigt man die in der Lunge pro Zeit aufgenommene Menge an Sauerstoff ({\displaystyle {\dot {V}}_{O_{2}}}), die man über eine spirometrische Messung der Atemgase ermitteln kann, sowie die Sauerstoffkonzentration im arteriellen ({\displaystyle c_{aO_{2}}}) und gemischt-venösen ({\displaystyle c_{vO_{2}}}) Blut, die man jeweils über eine Blutgasanalyse ermitteln kann. Mit der Lungendurchblutung pro Zeit ({\displaystyle {\dot {Q}}}) ist die in den Lungen aufgenommene Sauerstoffmenge
{\displaystyle {\dot {V}}_{O_{2}}={\dot {Q}}\times (c_{a}-c_{v})_{O_{2}}}
Da quasi alles Blut, was durch die Lunge fließt, auch durch das Herz fließt, kann man {\displaystyle {\dot {Q}}} mit dem HMV gleichsetzen. Durch Umstellen erhält man so die Formel für das Herzminutenvolumen
{\displaystyle HMV={\frac {{\dot {V}}_{O_{2}}}{(c_{a}-c_{v})_{O_{2}}}}={\frac {{\dot {V}}_{O_{2}}}{avD_{O_{2}}}}[l/min]}
wobei {\displaystyle (c_{a}-c_{v})_{O_{2}}} auch als arteriovenöse Sauerstoffdifferenz (avDO2) bezeichnet wird.